# Ernst Schäfer (architekt)

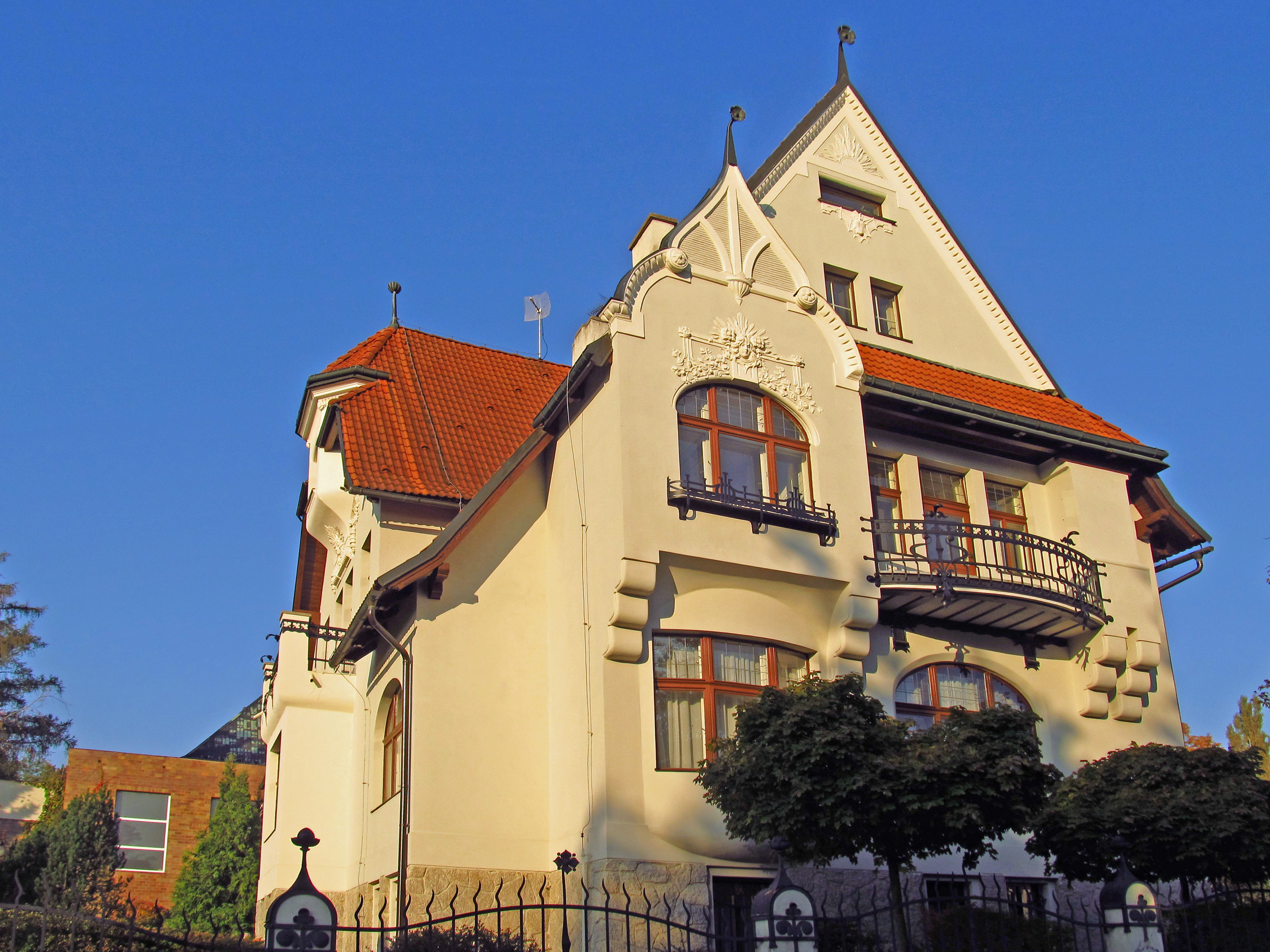
Secesní Herzigova vila ze začátku 20. století

Ernst Schäfer (13. srpna 1862 Vratislavice nad Nisou – po roce 1936?) byl liberecký architekt a stavitel.

## Život
Absolvoval průmyslovou školu v Liberci a v roce 1890 si otevřel architektonickou kancelář. V Liberci založil Gemeinnützige Baugesellschaft (Veřejně prospěšnou stavební společnost), se kterou stavěl v letech 1894-1899 liberecké zahradní město. Jeho realizace jsou jak v Liberci, tak v Jablonci nad Nisou, Náchodě, Rumburku, Žatci i Lublani.
Jako architekt vycházel z historismu, typického zejména v jeho rané tvorbě. Později ho zasáhly vlivy jak secese, tak myšlenky Arts and Crafts (bytová výstavba). Na sklonku jeho kariéry se v jeho tvorbě začalo objevovat i art deco.

## Dílo

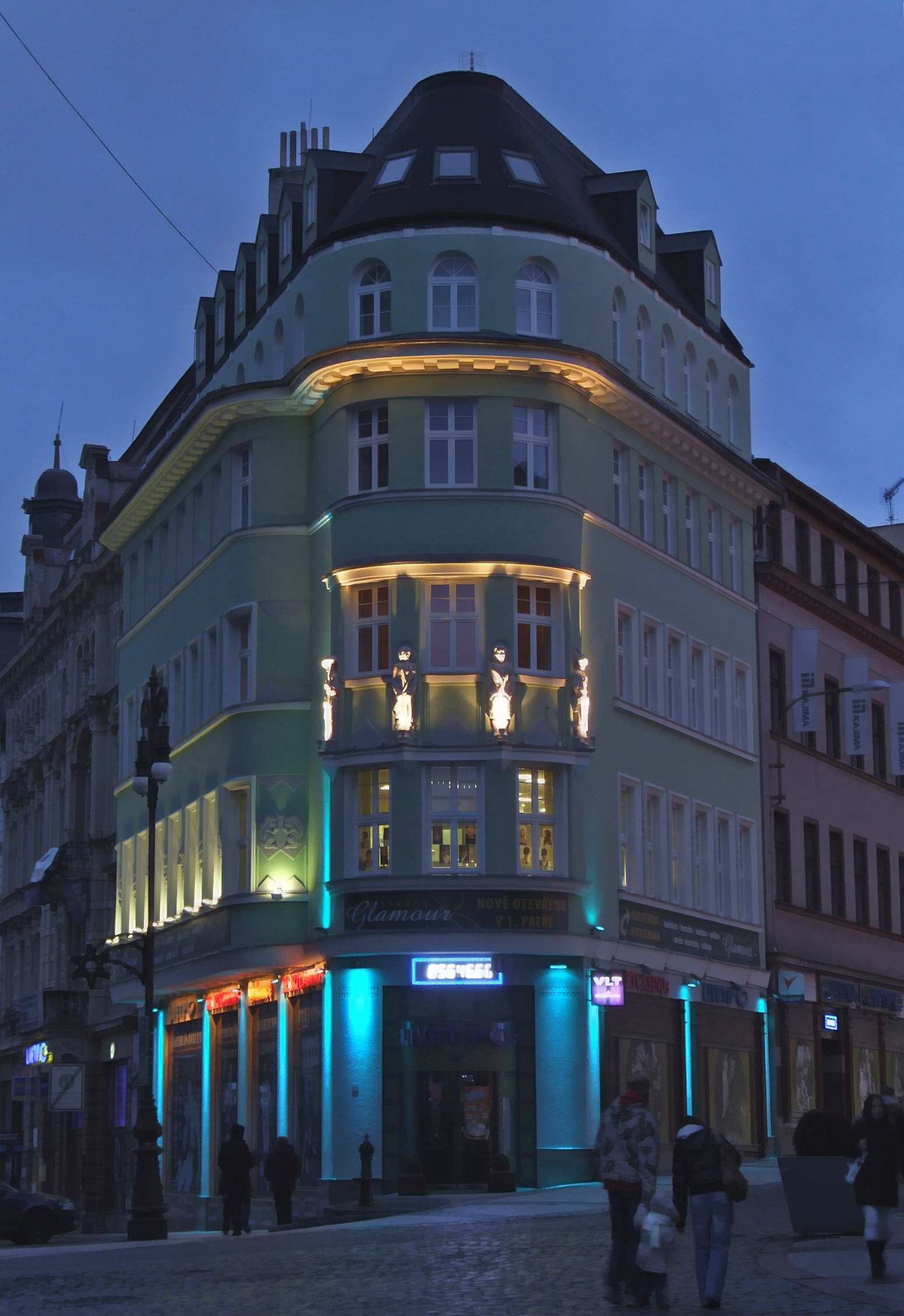
Bytový a obchodní dům Theodora Fritze a Anselma Freiberga z roku 1929

- Herzigova vila, Husova čp. 725, Liberec (1900–1901)
- Blaschkova vila, Hodkovice nad Mohelkou (1902, zbořena 1987)
- Gymnázium Žatec, Žatec (1903)
- Liebiegovo městečko (spolupráce J. Schmeissner, O. Rössler), Liberec (1911–1923)
- Bytový a obchodní dům Theodora Fritze a Anselma Freiberga, Liberec (1929)